# MG HS II
La MG HS (ou MG EHS) est un SUV compact du constructeur automobile sino-britannique MG Motor, appartenant au groupe chinois SAIC, produit à partir de 2024.

## Présentation
La MG EHS est présentée le 11 juillet 2024 au Festival de vitesse de Goodwood en Angleterre, à l'occasion du centenaire de la marque fondée en 1924.

## Caractéristiques techniques

### Motorisations
La MG HS hybride rechargeable (EHS) reçoit un moteur essence de 1,5 litre turbocompressé de 142 ch (105 kW) associé à un moteur électrique de 184 ch (135 kW) pour une puissance combinée de 339 ch (249 kW). Le moteur électrique est alimenté par une batterie Lithium-ion d'une capacité de 21,4 kWh, lui autorisant une autonomie en traction 100 % électrique de 103 km.
| Logo de MG                   | MG HS II                       |     |
| Logo de MG                   | EHS                            | EHS |
| ---------------------------- | ------------------------------ | --- |
| Moteur thermique             | 4-cylindres en ligne essence   |     |
| Alimentation                 | Turbocompressé                 |     |
| Cylindrée (cm3)              | 1 490                          |     |
| Puissance maximale ch (kW)   | 142 (105)                      |     |
| au régime de : (tr/min)      |                                |     |
| Moteur électrique            | Synchrone à aimants permanents |     |
| Puissance maximale ch (kW)   | 184 (135)                      |     |
| Puissance cumulée ch (kW)    | 339 (249)                      |     |
| Couple maximal (N m)         |                                |     |
| au régime de : (tr/min)      | 4 000                          |     |
| Boîte de vitesses            |                                |     |
| Transmission                 | Traction                       |     |
| Vitesse maximale (km/h)      |                                |     |
| 0-100 km/h (s)               | 6,9                            |     |
| Consommation (L/100 km)      |                                |     |
| Émissions de CO2 (g/km)      |                                |     |
| Capacité du réservoir (L)    | 55                             |     |
| Masse à vide (kg)            |                                |     |
| Norme environnementale       | Euro 6d Temp                   |     |
| Batterie                     |                                |     |
| Type                         | Lithium-ion                    |     |
| Capacité de la batterie(kWh) | 21,4                           |     |
| Autonomie (km)               | 103                            |     |

## Finitions
- SE
- Trophy

Couleurs
- White Pearl[5]
- Black Pearl
- Sterling Silver Metallic
- Hampstead Grey Metallic
- Dynamic Red Tri-coat